# Šarišský Štiavnik
Šarišský Štiavnik és un poble i municipi d'Eslovàquia. Es troba a la regió de Prešov, al nord del país.

## Història
La primera referència escrita de la vila data del 1567.

## Demografia
| Godina             | 1994 | 2004    | 2014   | 2024    |
| ------------------ | ---- | ------- | ------ | ------- |
| Nombre de persones | 264  | 294     | 292    | 248     |
| Diferència         |      | +11,36% | −0,68% | −15,06% |

| Godina             | 2023 | 2024   |
| ------------------ | ---- | ------ |
| Nombre de persones | 249  | 248    |
| Diferència         |      | −0,40% |